# فرودگاه کلوی–سنت-کاترین
فرودگاه کلوی–سینت-کاترین (به انگلیسی: Calvi – Sainte-Catherine Airport) (به زبان بومی: Aéroport de Calvi - Sainte-Catherine) یک فرودگاه همگانی با کد یاتا CLY است که یک باند فرود بتن دارد و طول باند آن ۲۳۱۰ متر است. این فرودگاه در شهر جزیره کرس کشور فرانسه قرار دارد و در ارتفاع ۶۴ متری از سطح دریا واقع شده‌است.

## شرکت‌های هواپیمایی و مقصدهای پروازی
| شرکت‌های هواپیمایی               | مقصدهای پروازی                                     |
| ------------------------------- | -------------------------------------------------- |
| کورسیکا ایر                     | فصلی: بوردو–مریگناک (آغاز از ۲ ژوئیه ۲۰۱۷)         |
| ایر فرانس                       | اورلی                                              |
| ایر فرانس اجرا توسط کورسیکا ایر | لیل، مارسی پروانس، نیس کوت دازور، پرپینیان-ریوسالت |
| ایر فرانس اجرا توسط هاپ!        | فصلی: نانت آتلانتیک، تولوز-بلانیاک                 |
| ای‌اس‌ال ایرلاینز فرانسه          | فصلی: شارل دوگل پاریس                              |
| بروکسل ایرلاینز                 | فصلی: بروکسل                                       |
| easyJet Switzerland             | فصلی: ژنو (آغاز از ۲۸ ژوئن ۲۰۱۷)                   |
| فلای‌بی                          | چارتر فصلی: منچستر                                 |
| جرمنیا فلوگ                     | فصلی: برن، زوریخ                                   |
| Helvetic Airways                | فصلی: برن، زوریخ                                   |
| لوکزایر                         | فصلی: لوگزامبورگ - فیندل                           |
| نیکی لوفت‌فارت                   | فصلی: زالتسبورگ، وین چارتر فصلی: ممینگن            |
| سوئیس اینترنشنال ایرلاینز       | فصلی: ژنو                                          |
| تایتان ایرویز                   | چارتر فصلی: استانستد لندن                          |
| ولوتی                           | فصلی: بوردو–مریگناک، نانت آتلانتیک                 |